# Arc de l'Hospital
L'Arc de l'Hospital, situat en el carrer del Rei En Jaume del municipi de Xèrica (País Valencià) és una construcció del segle xv d'estil gòtic militar. El seu nom es deu al fet que al seu costat es trobava l'antic hospital de la població. De planta rectangular, tenia accés lateral en rampa. En l'actualitat es troba mutilat perquè va ser seccionat per a donar major amplitud al carrer al passar per ell l'antiga N-234. Encara existeixen uns plànols del Carrer Rei En Jaume, del S. XIX, on es pot veure la planta que tenia la torre d'accés.